# Castelfranco Emilia
Castelfranco Emilia är en ort och kommun i provinsen Modena i regionen Emilia-Romagna i Italien. Kommunen hade 33 059 invånare (2018).